# Hươu sao
Hươu sao (Cervus nippon) là một loài hươu có nguồn gốc ở phần lớn Đông Á và được du nhập đến nhiều nơi khác trên thế giới. Trước đây được tìm thấy từ miền bắc Việt Nam ở miền nam đến vùng Viễn Đông Nga ở miền bắc, hiện nay nó không phổ biến ở những khu vực này, ngoại trừ Nhật Bản, nơi loài này sinh sôi quá mức. Tên tiếng Anh của nó, "Sika deer", bắt nguồn từ shika (鹿), nghĩa là "nai" trong tiếng Nhật.

## Phân loại
Hươu sao là một thành viên của giống Cervus, một nhóm hươu còn được gọi là "hươu thực thụ". Trước đây, hươu sao được xếp cùng giống này này với chín loài khác. Hiện nay, chỉ còn lại loài hươu sao và hươu đỏ, chúng được chia thành ba loài riêng biệt: hươu đỏ châu Âu, hươu đỏ Trung Á và nai sừng tấm Mỹ (mặc dù điều này vẫn còn gây tranh cãi). Bằng chứng DNA gần đây cho thấy những con hươu này không có quan hệ họ hàng chặt chẽ như người ta vẫn nghĩ trước đây, dẫn đến việc tạo ra các loài và giống mới.
Các giống Rucervus, Rusa và Przewalskium là nơi hầu hết các loài Cervus trước đây thuộc về. Tổ tiên của tất cả các loài Cervus có lẽ có nguồn gốc từ Trung Á và giống hươu sao. Tất cả các loài Cervus đều có thể lai tạo và tạo ra con lai ở những khu vực chúng cùng tồn tại (ví dụ, hươu sao được đưa vào lai với hươu đỏ bản địa ở Cao nguyên Scotland, nơi đây là mối đe dọa nghiêm trọng đối với nguồn gen của quần thể hươu đỏ).

### Loài phụ
Tình trạng ô nhiễm gen nghiêm trọng đã xảy ra ở nhiều quần thể, đặc biệt là ở Trung Quốc. Do đó, tình trạng của nhiều loài phụ vẫn chưa rõ ràng. Trạng thái của C. n. hortulorum đặc biệt không chắc chắn và trên thực tế có thể có nguồn gốc hỗn hợp, do đó nó không được liệt kê ở đây
- C. n. aplodontus, bắc Honshu
- C. n. Grassianus, Sơn Tây, Trung Quốc
- C. n. keramae, Quần đảo Kerama thuộc quần đảo Ryukyu, Nhật Bản
- C. n. kopschi, miền nam Trung Quốc
- C. n. quýt, miền bắc và đông bắc Trung Quốc
- C. n. mantchuricus, đông bắc Trung Quốc, Triều Tiên và Viễn Đông Nga.
- C. n. nippon, nam Honshu, Shikoku và Kyushu
- C. n. pseudaxis, miền bắc Việt Nam (hươu sao Việt Nam)
- C. n. pulchellus, đảo Tsushima
- C. n. sichuanicus, miền tây Trung Quốc
- C. n. soloensis, Nam Philippines (Du nhập lâu đời ở đảo Jolo (nguồn gốc phân loài không rõ), có thể đã tuyệt chủng DD)
- C. n. taiouanus, Đài Loan (hươu sao Đài Loan)
- C. n. yesoensis, Hokkaido

## Phần mô tả
Hươu sao một trong số ít loài hươu không bị mất đốm khi trưởng thành. Các mẫu đốm thay đổi theo khu vực. Các loài phụ trên đất liền có các đốm lớn hơn và rõ ràng hơn, trái ngược với các phân loài Đài Loan và Nhật Bản, các đốm này gần như không nhìn thấy. Nhiều quần thể được giới thiệu đến từ Nhật Bản, vì vậy chúng cũng thiếu các đốm đáng kể.
Màu sắc của lông từ màu gỗ dái ngựa đến màu đen, và các cá thể màu trắng cũng được biết đến. Trong suốt mùa đông, bộ lông trở nên sẫm màu hơn và xù xì hơn và các đốm ít nổi bật hơn, và một chiếc bờm hình thành ở mặt sau cổ của con đực. Chúng là động vật ăn cỏ có kích thước trung bình, mặc dù chúng có sự thay đổi kích thước đáng kể trên một số phân loài và sự dị hình giới tính đáng kể, với con đực luôn lớn hơn nhiều so với con cái. Chúng có thể cao từ 50 đến 110 cm (20 đến 43 in) ở vai và từ 95 đến 180 cm (37 đến 71 in) ở chiều dài đầu và thân. Đuôi dài khoảng 7,5–13 cm (3,0–5,1 in).
Phân loài lớn nhất là hươu sao Mãn Châu (C. n. Mantchuricus), trong đó con đực thường nặng khoảng 68–109 kg (150–240 lb) và con cái nặng 45–50 kg (99–110 lb), với vảy lớn. lên tới 160 kg (350 lb), mặc dù đã có ghi nhận về những con bò đực giống hươu Yezo sika nặng tới 170 kg (370 lb) hoặc 200 kg (440 lb). Ở kích thước khác, ở hươu sika Nhật Bản (C. n. Nippon), con đực nặng 40–70 kg (88–154 lb) và con cái nặng 30–40 kg (66–88 lb). Tất cả các hươu sao đều nhỏ gọn và có chân thanh lịch, với đầu ngắn, cắt tỉa, hình nêm và dáng vẻ sôi nổi. Khi được báo động, chúng thường có bộ lông loe ra đặc biệt, rất giống nai sừng tấm Mỹ.
Hươu sao có sừng thẳng đứng, mập mạp với một chiếc chùy nhô lên từ đỉnh lông mày và một bức tường rất dày. Một mốc trung gian hướng về phía trước ngắt dòng lên trên cùng, thường được chia. Đôi khi, gạc hươu sao phát triển một số vết cọ (vùng bằng phẳng). Con cái có một cặp mụn đen đặc biệt trên trán. Gạc có thể dài từ 28 đến 45 cm (11 đến 18 in) đến hơn 80 cm (30 in), tùy thuộc vào phân loài. Hươu đực cũng có bờm đặc biệt trong thời kỳ giao phối của chúng (mùa động dục)

## Hành vi
Hươu sao có thể hoạt động cả ngày, dù ở những khu vực có nhiều người quấy rầy, chúng có xu hướng hoạt động về đêm. Di cư theo mùa được biết là xảy ra ở các khu vực miền núi, chẳng hạn như Nhật Bản, với phạm vi mùa đông thấp hơn tới 700 m (2.300 ft) so với phạm vi mùa hè. Lối sống khác nhau giữa các cá thể, với một số xảy ra đơn lẻ trong khi những con khác được tìm thấy trong các nhóm đơn giới. Các đàn lớn tập trung vào mùa thu và mùa đông. Con đực thường sống một mình trong nhiều năm đôi khi tạo thành bầy đàn cùng nhau. Những con cái chỉ tạo thành đàn trong mùa sinh sản. Hươu sao là loài có giọng hú cao, với hơn 10 âm thanh riêng lẻ, từ tiếng huýt sáo nhẹ đến tiếng hét lớn
Hươu sao đực có tính lãnh thổ và giữ hậu cung động vật trong thời gian động dục của chúng, cao điểm từ đầu tháng 9 đến tháng 10, nhưng có thể kéo dài đến mùa đông. Kích thước lãnh thổ thay đổi theo loại môi trường sống và kích thước của hươu đực; những con hươu đực mạnh, ưu tú có thể chứa tới 2 ha (5 acres). Các vùng lãnh thổ được đánh dấu bằng một loạt các hố nông hoặc "vết cắt", tức là các hố đào (rộng tới 1,6m và sâu 0,3m) với chân trước hoặc sừng, để con đực đi tiểu và từ đó tỏa ra mùi xạ hương nồng nàn. Các cuộc chiến giữa những con đực đối địch để tranh chấp lãnh thổ, xảy ra bằng cách sử dụng móng guốc và sừng, đôi khi rất khốc liệt và kéo dài và thậm chí có thể gây tử vong.
Thời gian mang thai kéo dài 7 tháng. Dấu hiệu (không) đẻ ra một con hươu con, nặng 4,5 đến 7 kg (9,9 đến 15,4 lb), được ương đến 10 tháng. Hươu mẹ giấu con trong lớp lông rậm rạp kể từ khi được sinh ra ngay lập tức, hươu con vẫn rất yên tĩnh và tĩnh lặng trong khi đợi cho đến khi mẹ quay lại để bú. Hươu con trở nên độc lập từ 10 đến 12 tháng sau khi sinh, và đạt được thành thục sinh dục khi được 16 đến 18 tháng ở cả hai giới. Tuổi thọ trung bình là 15 đến 18 năm trong điều kiện nuôi nhốt, mặc dù một trường hợp được ghi nhận là sống 25 năm 5 tháng. Hươu sao có thể lai với hươu đỏ, họ hàng gần nhất; con cháu lai có thể có những ưu điểm thích nghi hơn những họ hàng thuần chủng.
Ở tỉnh Nara, Nhật Bản, hươu còn được gọi là "hươu cúi đầu", vì chúng cúi đầu trước khi được cho ăn shika senbei đặc biệt (鹿 せ ん べ い, được gọi là "bánh quy hươu"). Tuy nhiên, hươu cúi đầu để báo hiệu rằng chúng sắp húc đầu. Do đó, khi một con người cúi đầu trước một con hươu, con hươu cũng có cùng một tư thế và có thể lao tới và làm bị thương con người. Hươu húc đầu vừa để chơi vừa để khẳng định sự thống trị, cũng như dê. Hươu sao được tìm thấy khắp thành phố Nara và nhiều công viên và đền thờ như Tōdai-ji, vì chúng được coi là sứ giả của các vị thần Shinto.[Cần dẫn nguồn]

## Môi trường sống
Hươu sao được tìm thấy trong các khu rừng ôn đới và cận nhiệt đới ở Đông Á, thích những khu vực có mật độ dày đặc và tuyết rơi không quá 10–20 cm (3,9–7,9 in). Chúng có xu hướng kiếm ăn trong những khoảng rừng thưa thớt. Các quần thể được giới thiệu được tìm thấy ở các khu vực có môi trường sống tương tự với phạm vi bản địa của chúng, bao gồm Tây và Trung Âu, Đông Hoa Kỳ và New Zealand.

## Số lượng
Hươu sao sinh sống trong các rừng cây ôn đới và cận nhiệt đới, thường ở những khu vực thích hợp cho việc trồng trọt và khai thác của con người. Phạm vi của chúng bao gồm một số khu vực đông dân cư nhất trên thế giới, nơi những khu rừng đã bị chặt phá hàng trăm năm trước. Tình trạng số lượng của chúng thay đổi đáng kể ở các quốc gia khác nhau. Mặc dù toàn bộ loài này đang phát triển mạnh, nhưng nó đang bị đe dọa và tuyệt chủng ở nhiều khu vực.
Cho đến nay, Nhật Bản có số lượng huơu sao bản địa lớn nhất trên thế giới. Mặc dù dân số chính xác là không chắc chắn, nó có khả năng nằm trong khoảng hàng trăm nghìn và vẫn đang tăng lên, [cần dẫn nguồn] chủ yếu do những nỗ lực bảo tồn gần đây và sự tuyệt chủng của loài săn mồi chính của nó, sói Nhật Bản (Canis lupus hodophilax), hết một thế kỷ trước. Không có kẻ thù chính của nó, dân số của hươu sao bùng nổ và hiện tại nó đã quá đông ở nhiều khu vực, gây ra mối đe dọa cho cả rừng và đất nông nghiệp. Các nỗ lực hiện đang được thực hiện để kiểm soát số lượng của nó thay vì bảo tồn nó. Không có phân loài nào của nó có nguy cơ tuyệt chủng ngoại trừ hươu Kerama (C. n. Keramae) trên quần đảo Kerama nhỏ bé. Năm 2015, Bộ Môi trường Nhật Bản ước tính dân số Nhật Bản là 3.080.000 con, bao gồm cả Hokkaido.
Trung Quốc từng có quần thể hươu sao lớn nhất, nhưng nạn săn bắn và mất môi trường sống hàng ngàn năm đã khiến số lượng giảm xuống dưới 1000. Trong số năm loài phụ ở Trung Quốc, hươu sao Bắc Trung Quốc (C. n. Mandy) được cho là đã tuyệt chủng trong tự nhiên từ những năm 1930; hươu sao Sơn Tây (C. n. grassianus) đã không được nhìn thấy trong tự nhiên kể từ những năm 1980 và cũng được cho là đã tuyệt chủng trong tự nhiên. Tình trạng của hươu sao Mãn Châu ở Trung Quốc là không rõ ràng, mặc dù nó cũng được cho là đã tuyệt chủng và những người nhìn thấy ở đó thực sự là quần thể hoang dã.
Hươu sao Nam Trung Quốc (C. n. Kopschi) và hươu sao Tứ Xuyên (C. n. Sichuanicus) là những loài phụ duy nhất còn tồn tại trong tự nhiên. Loài thứ nhất tồn tại trong các quần thể phân mảnh khoảng 300 ở đông nam Trung Quốc, trong khi loài thứ hai được tìm thấy trong một quần thể duy nhất trên 400. Quần thể hoang dã có khả năng cao hơn nhiều so với tự nhiên, mặc dù hầu hết chúng là hậu duệ của những con lai đã được thuần hóa phân loài. Tất cả các loài phụ đều hiện diện trong điều kiện nuôi nhốt, nhưng việc thiếu môi trường sống thích hợp và các nỗ lực của chính phủ đã ngăn cản việc tái sinh sản của chúng.
Hươu sao Đài Loan (C. n. Taioanus) đã bị tuyệt chủng trong tự nhiên gần hai thập kỷ trước khi các cá thể từ các vườn thú được đưa đến Vườn Quốc gia Khẩn Đình; Số lượng hiện nay là 200. Các chương trình tái sản xuất cũng đang được tiến hành ở Việt Nam, nơi hươu sao Việt Nam (C. n. pseudaxis) đã tuyệt chủng hoặc gần như vậy. Nga có một quần thể tương đối lớn và ổn định với 8.500-9.000 cá thể thuộc phân loài Mãn Châu, nhưng điều này chỉ giới hạn ở một khu vực nhỏ ở Primorsky Krai. Số lượng nhỏ có thể tồn tại ở Triều Tiên, nhưng tình hình chính trị khiến việc điều tra là không thể. Loài này đã tuyệt chủng ở Hàn Quốc, không có kế hoạch tái du nhập loài.

### Quần thể du nhập
Hươu sao đã được đưa vào một số quốc gia khác, bao gồm Estonia, Latvia, Lithuania, Áo, Bỉ, Đan Mạch, Pháp, Đức, Ireland, Hà Lan, Na Uy, Thụy Sĩ, Nga, Romania, New Zealand, Úc, Philippines (Đảo Jolo), Ba Lan, Thụy Điển, Phần Lan, Canada, Vương quốc Anh và Hoa Kỳ (Maryland, Oklahoma, Nebraska, Pennsylvania, Wisconsin, Virginia, Indiana, Michigan, Minnesota, Maine, Wyoming, Washington và Kansas). Trong nhiều trường hợp, chúng ban đầu được giới thiệu như động vật cảnh trong các khu đất công viên, nhưng đã tự phát triển trong tự nhiên. Trên đảo Spieden thuộc quần đảo San Juan của Washington, chúng được giới thiệu như một loài thú săn
Ở Vương quốc Anh và Ireland, một số quần thể hoang dã riêng biệt hiện đang tồn tại.[Cần dẫn nguồn] Một số trong số này nằm ở những khu vực biệt lập, ví dụ như trên đảo Lundy, nhưng những quần thể khác lại tiếp giáp với quần thể của hươu đỏ bản địa. Vì đôi khi hai loài lai tạp nên một mối quan tâm bảo tồn nghiêm trọng tồn tại. Trong nghiên cứu đánh giá tác động tiêu cực của các loài động vật có vú du nhập vào châu Âu, hươu sao được tìm thấy là một trong những loài gây hại nhất cho môi trường và kinh tế, cùng với chuột nâu và chuột xạ hương. Vào những năm 1900, Vua Edward VII đã tặng một cặp hươu sao cho John, Nam tước Montagu thứ hai của Beaulieu. Cặp này đã trốn thoát vào Sowley Wood và là cơ sở của hươu sao được tìm thấy ở New Forest ngày nay. [Cần dẫn nguồn] Chúng rất sung mãn, việc tuyển chọn phải được giới thiệu vào những năm 1930 để kiểm soát số lượng của chúng.

## Việc săn bắt
Trên toàn bộ phạm vi ban đầu của nó và trong nhiều lĩnh vực mà nó đã được giới thiệu, hươu sao được coi là một mỏ đá đặc biệt được đánh giá cao và khó nắm bắt của các vận động viên thể thao. Ở Anh, Ireland và lục địa Châu Âu, hươu sao thể hiện các chiến lược sinh tồn rất khác nhau và chiến thuật thoát khỏi hươu bản địa. Chúng có xu hướng rõ rệt là sử dụng biện pháp che giấu trong những trường hợp chẳng hạn như hươu đỏ chạy trốn, và chúng được nhìn thấy là ngồi xổm và nằm úp bụng khi nguy hiểm đe dọa.
Ở Quần đảo Anh, hươu sao được nhiều người coi là mối đe dọa nghiêm trọng đối với các khu rừng mới đã thành lập, và các cơ quan lâm nghiệp công và tư áp dụng các chính sách kiểm tra nghiêm ngặt quanh năm. Những kẻ săn mồi chính của hươu sao bao gồm hổ, chó sói, báo hoa mai và gấu nâu. Chi Linh Miêu và Đại bàng vàng nhắm mục tiêu là hươu con.

## Nhung hươu
Nhung hươu (gạc chưa trưởng thành) là một thành phần phổ biến trong y học cổ truyền Trung Quốc, và hươu sao ở Trung Quốc đã được thuần hóa từ lâu để buôn bán nhung hươu, cùng với một số loài khác. Ở Đài Loan, cả hươu sao Đài Loan Formosan và hươu sambar Formosan (Cervus unicolor swinhoei) đều được nuôi để lấy nhung. Nhật Bản là quốc gia duy nhất ở Đông Á không nuôi hươu sao để lấy nhung. Những con hươu khác được nuôi để buôn bán nhung hươu là hươu Thorold (Cervus albirostris), hươu đỏ Trung Á (Cervus affinis) và nai sừng tấm Mỹ (Cervus canadensis).